# Кібернаціоналізм
Кібернаціоналізм (Інтернет-націоналізм, онлайн-націоналізм) — націоналізм, який базує свою діяльність в Інтернеті. Кібернаціоналізм має різні аспекти, які можуть допомагати владі як пропаганда.  Як соціальне явище, кібернаціоналізм - це націоналістичні групи, які збираються в Інтернеті. Вони часто вчиняють образливі дії проти інших країн, як наприклад, хакерство та спроби вплинути на вибори. Це явище можна виявити в декількох країнах, таких як Японія, Російська Федерація та КНР.

## Передумови
Інтернет дозволяє легко спілкуватися минаючи фізичні кордони між країнами. Завдяки інформаційним технологіям, люди, які живуть у різних країнах, можуть спілкуватися легше та тісніше, ніж раніше. За теорією, фізичні кордони, котрі колись не дозволяли людям зі схожими вподобаннями та інтересами збиратися разом, відсутні в Інтернеті, що дозволяє однодумцям, зустрічатися та політично чи соціально мобілізуватися, що вони не могли робити до появи Інтернету. Однак інші стверджують, що ця ідея ідеалістична. Користувачі Інтернету, як правило, виховують сильну неприязнь один до одного, на відміну від очікувань. 

## Кібер-війна
Кібернаціоналізм може бути частиною державної політики. Уряди використовують Інтернет як частину пропаганди для мобілізації людей. Інтернет має певні переваги в заохоченні та підсиленні націоналістичних настроїв. Він охоплює більшу аудиторію, ніж традиційні ЗМІ, такі як газети та телебачення. Більше того, Інтернет полегшує організацію діяльності.

## За країнами

### Китай
У Китаї кібернаціоналізм проявляється дуже активно. Китайські націоналісти використовують доступні їм Інтернет-ресурси (враховуючи, що Інтернет обмежений в Китаї цензурою та Великим китайським файрволом) для організації в мережі та набору прихильників. Ізоляціоністський погляд і ксенофобська тенденція також постійно висміюються в цьому аспекті китайського кібернаціоналізму.
Інші китайські націоналісти використовують Інтернет для взлому, спаму та іншого впливу на технологічну інфраструктуру країн, які націоналісти вважають антикитайськими, насамперед членами Європейського Союзу, США та Японії. Багато західних дослідників, а також китайські дисиденти вважають, що китайський уряд сприяє або навіть організовує кібернаціоналістичні та хакерські зусилля. В той же час, є приватні особи та організації, які добровільно здійснюють власні кіберініціативи для захисту своєї країни. У 2016 році організація Little Pink, що складається з молодих цифрових націоналістів, напала на акаунт тайванської співачки Чоу Цзу-ю в соціальних мережах після того, як вона підняла прапор Тайваню в телевізійному шоу.
Зазначається, що низка кібернаціоналістичних дій мали характер відповіді та були спричинені персонами чи випадками, коли зашкоджували національним інтересам Китаю. Наприклад, спостерігається зростання антиамериканского кібернаціоналістичного руху щоразу, коли США підвищують рівень загрози у відносинах з Китаєм. Ці рухи часто включають кібератаки, наприклад, випадок з Китайським клубом орла, хакерською організацією, яка проводила так званий тайванський бліц, призначений для боротьби зі сходженням Чен Шуйбяна до влади.

### Японія
Останнім часом в Японії активізуються кібернаціоналісти (нетто-уйоку). Термін використовують щодо неонаціоналістів, які спілкуються між собою майже вийнятково в Інтернеті. У 2009 році деяка частина кібернаціоналістів вжила заходів проти корейських туристів на острові Цусіма, який знаходиться недалеко від Південної Кореї . Кадри цього можна знайти на YouTube. За словами Румі Сакамото, "цей епізод є лише одним із виразів нового низового націоналізму Японії, який набрав сил протягом останнього десятиліття на тлі все більш галасливого історичного ревізіонізму та неонаціоналізму". Раніше подібні дії не стали відомими громадськості, але Інтернет спрощує привернення уваги до цих груп.

### Російська Федерація
У Росії націоналістичні групи використовують Інтернет для отримання пожертв, а також для рекрутування та організації. Після російсько-грузинської війни у Фейсбуці утворились такі групи, як "Абхазія - це не Грузія" та інші Інтернет-спільноти. Оскільки багатьох етнічних росіян хвилював тероризм із Кавказького регіону, російські націоналісти допитували студентів, які навчаються в кавказьких університетах. Вони також розповсюджували пропагандистські відео, на яких темношкірі молоді б'ють етнічних росіян.
Водночас, анти-урядові активістські групи також вербують в Інтернеті. У цьому випадку кібернаціоналізм сприяє формуванню підтримки Чечні та етнічних чеченців проти російської держави, а також інших меншин, які відчувають себе маргіналізованими Російською Федерацією за часів Володимира Путіна.